# Степанов, Николай Иванович (химик)
Николай Иванович Степанов (23 июня [5 июля] 1879, Тара, Тобольская губерния — 19 мая 1938, Ленинград) — русский и советский горный инженер, технолог и физико-химик, профессор, доктор химических наук, член-корреспондент АН СССР (1929). Разрабатывал теорию и методы физико-химического анализа. Создал метод исследования количественных соотношений в химических диаграммах (метрику химических диаграмм), вывел теоретическую изотерму растворимости твердых веществ в сложном растворителе. Предложил способ приготовления образцов в трубках для измерения электропроводности хрупких сплавов. Разработал способ измерения скорости превращения металлических твёрдых растворов.

## Биография
Родился 23 июня (5 июля) 1879 в городе Тара, Тобольская губерния, в семье врача Ивана Ивановича Степанова.
Учился в Томском Алексеевском реальном училище (ТАРУ), затем с 1897 года в Санкт-Петербургском Втором реальном училище.
В 1903 году окончил Горный институт Императрицы Екатерины II. Был оставлен в должности ассистента по кафедре аналитической химии, адъюнкт (1911), экстраординарный профессор по кафедре химии (1916), инспектор Горного института (1916—1918).
С 1918 года работал в Институте по изучению платины и других благородных металлов.
С 1920 года — член Совета Института физико-химического анализа РАН, секретарь Совета Горного института.
В 1929 году был избран членом-корреспондентом АН СССР. Заместитель директора Института физико-химического анализа АН СССР.
В 1935 году ему была присвоена степень доктор химических наук.
Скончался 19 мая 1938 года в Ленинграде, похоронен на Смоленском кладбище.

## Вклад в науку
Ученик Н. С. Курнакова, изучал двойные металлические системы магний—олово и магний—свинец, где выделил соединения Mg2Sn и Mg2Pb, принадлежащих к водородистому типу H4R.
В 1909 году установил, что температурный коэффициент расширения интерметаллических соединений очень близок к таковому для чистых металлов — правило Степанова.
В 1922 году вывел зависимость между температурой и скоростью превращения метастабильных нонвариантных систем.
В 1924 году предложил метод определения зависимости свойства системы (в которой образуется химическое соединение) от состава.